# 勒沙法勒
勒沙法勒（法語：Le Chaffal，法語發音：[lə ʃafal]）是法国德龙省的一个市镇，属于瓦朗斯区。

## 地理
勒沙法勒（44°53'13"N, 5°10'57"E）面积11.58 平方千米，位于法国奥弗涅-罗讷-阿尔卑斯大区德龙省，该省份为法国东南部内陆省份，北起顺时针与伊泽尔省、上阿尔卑斯省、上普罗旺斯阿尔卑斯省、沃克吕兹省和阿尔代什省接壤。
与勒沙法勒接壤的市镇（或旧市镇、城区）包括：沙托杜布勒、孔博万、日戈尔和洛兹龙、莱昂塞勒、翁布莱兹、普朗德拜。

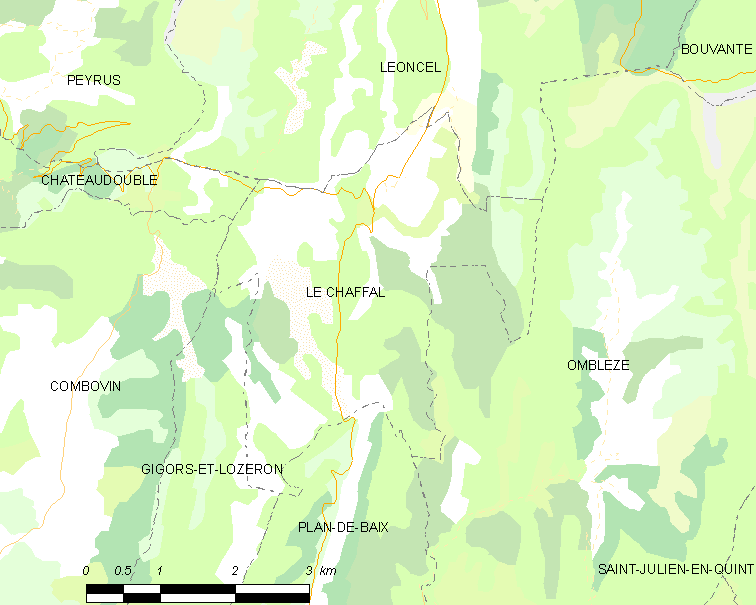
勒沙法勒的OSM定位图

勒沙法勒的时区为UTC+01:00、UTC+02:00（夏令时）。

## 行政
勒沙法勒的邮政编码为26190，INSEE市镇编码为26066。

## 政治
勒沙法勒所属的省级选区为韦科尔-晨山县。

## 人口

1962-2008年间勒沙法勒人口变化图示

勒沙法勒于2022年1月1日时的人口数量为37人。